# 8-й Одеський міжнародний кінофестиваль
8-й Одеський міжнародний кінофестиваль пройшов із 14 по 22 липня 2017 року в Одесі, Україна. Серед почесних гостей ОМКФ-2017 була польська режисерка та сценаристка кіно та телебачення Агнешка Голланд.
Гран-прі кінофестивалю здобула стрічка «Король бельгійців».

## Журі

### Міжнародний конкурс
До складу журі Міжнародного конкурсу увійшли:
| Ім'я та прізвище | Ім'я та прізвище                | Професія               | Країна    |
| ---------------- | ------------------------------- | ---------------------- | --------- |
|                  | Крістіан Петцольд (голова журі) | актор                  | Німеччина |
|                  | Євгеній Гальперін               | кінокомпозитор         | Франція   |
|                  | Тудор Джурджу                   | режисер, продюсер      | Румунія   |
|                  | Римма Зюбіна                    | акторка кіно та театру | Україна   |
|                  | Сібель Кекіллі                  | акторка                | Німеччина |

### Національний конкурс
До складу журі Національного конкурсу (повнометражного і короткометражного) увійшли:
| Ім'я та прізвище | Ім'я та прізвище           | Професія                                                        | Країна   |
| ---------------- | -------------------------- | --------------------------------------------------------------- | -------- |
|                  | Ейдан Тернер (голова журі) | актор                                                           | Ірландія |
|                  | Наталія Ворожбит           | драматург                                                       | Україна  |
|                  | Шарль Тессон               | артдиректор паралельної секції «Тиждень критики» Каннського МКФ | Франція  |
|                  | Заза Урушадзе              | режисер, сценарист, продюсер                                    | Грузія   |

### Конкурс європейських документальних фільмів
До складу журі Європейського документального конкурсу увійшли:
| Ім'я та прізвище | Ім'я та прізвище              | Професія               | Країна          |
| ---------------- | ----------------------------- | ---------------------- | --------------- |
|                  | Роман Бондарчук (голова журі) | режисер, сценарист     | Україна         |
|                  | Маріанна Каат                 | режисерка, продюсерка  | Естонія         |
|                  | Тала Хадід                    | сценаристка, режисерка | Велика Британія |

### Журі ФІПРЕССІ
До складу журі Міжнародної федерації кінопреси (ФІПРЕССІ) увійшли:
| Ім'я та прізвище | Ім'я та прізвище         | Професія                              | Країна   |
| ---------------- | ------------------------ | ------------------------------------- | -------- |
|                  | Антон Філатов            | кінокритик, журналіст                 | Україна  |
|                  | Хесус Ґонсалес Нотаріо   | кінокритик, мистецтвознавець          | Іспанія  |
|                  | Ейнар Гульдвог Стаалесен | кінокритик, журналіст та радіоведучий | Норвегія |

## Конкурсна програма
| Лауреат Гран-прі «Золотий Дюк» виділений окремим кольором. |

| Найкращий фільм виділений окремим кольором. |

### Міжнародний конкурс
Фільми, відібрані до Міжнародного конкурсу:
| Українська назва   | Оригінальна назва      | Режисер(и)                     | Країна виробництва                               |
| ------------------ | ---------------------- | ------------------------------ | ------------------------------------------------ |
| Вільно й легко     | 松+愉快                | Юнь Ген                        | КНР                                              |
| Габрієль і гора    | Gabriel e a montanha   | Фелліпе Барбоза                | Бразилія Франція                                 |
| Король бельгійців  | King of the Belgians   | Петер Бросенс, Джесіка Вудворт | Бельгія Нідерланди Болгарія                      |
| Іній               | Frost                  | Шарунас Бартас                 | Литва Франція Україна Польща                     |
| Літо 1993          | Estiu 1993             | Клара Сімон                    | Іспанія                                          |
| Моя щаслива родина | Chemi Bednieri Ojakhi  | Нана Еквтімішвілі, Сімон Гросс | Грузія Німеччина Франція                         |
| Ні тут, ні там     | Bar bahr               | Майсалун Хамуд                 | Ізраїль Франція                                  |
| Реквієм за пані Й  | Rekvijem za gospodju J | Боян Вулетіч                   | Сербія Болгарія Північна Македонія Росія Франція |
| Рівень чорного     | Рівень чорного         | Валентин Васянович             | Україна                                          |
| Самозванці         | Teesklejad             | Валло Тоомла                   | Естонія Латвія Литва                             |
| Сирота             | Orphan                 | Арно де Пальєр                 | Франція                                          |
| Січень — березень  | Ugly                   | Юрій Речинський                | Україна Австрія                                  |

### Національний повнометражний конкурс
Фільми, відібрані до Національного повнометражного конкурсу:
| Українська назва  | Оригінальна назва | Режисер(и)         | Країна виробництва |
| ----------------- | ----------------- | ------------------ | ------------------ |
| Dixie Land        | Dixie Land        | Роман Бондарчук    | Україна            |
| Головна роль      | Головна роль      | Сергій Буковський  | Україна            |
| Припутні          | Припутні          | Аркадій Непиталюк  | Україна            |
| Рівень чорного    | Рівень чорного    | Валентин Васянович | Україна            |
| Січень — березень | Ugly              | Юрій Речинський    | Україна Австрія    |
| Стрімголов        | Стрімголов        | Марина Степанська  | Україна            |

### Національний короткометражний конкурс
Фільми, відібрані до Національного короткометражного конкурсу:
| Українська назва               | Оригінальна назва              | Режисер(и)          | Країна виробництва |
| ------------------------------ | ------------------------------ | ------------------- | ------------------ |
| Eluvium — регенеративна істото | Eluvium — регенеративна істото | Стас Сантімов       | Україна            |
| Merry-Go-Round                 | Merry-Go-Round                 | Ігор Подольчак      | Україна            |
| А ви любите Держпром?          | А ви любите Держпром?          | Вікторія Белявська  | Україна            |
| Благодать                      | Благодать                      | Жанна Озірна        | Україна            |
| Бузок                          | Бузок                          | Катерина Горностай  | Україна            |
| Випуск'97                      | Випуск'97                      | Павло Остріков      | Україна            |
| До фігури батька               | До фігури батька               | Ліза Бабенко        | Україна            |
| Завтра ти обов'язково одужаєш  | Завтра ти обов'язково одужаєш  | Станіслав Битюцький | Україна            |
| Запаморочення                  | Запаморочення                  | Юра Катинський      | Україна            |
| Ленінопад                      | Ленінопад                      | Світлана Шимко      | Україна            |
| Ні! Ні! Ні!                    | Ні! Ні! Ні!                    | Микола Рідний       | Україна            |
| Новосілля                      | Новосілля                      | Надія Парфан        | Україна Польща     |
| Причинна                       | Причинна                       | Андрій Щербак       | Україна            |
| Солатіум                       | Солатіум                       | Крістіна Тинькевич  | Велика Британія    |
| Технічна перерва               | Технічна перерва               | Філіп Сотниченко    | Україна            |
| Тимчасово                      | Temporary                      | Оксана Карпович     | Україна Канада     |
| Чудове чудовисько              | Чудове чудовисько              | Сергій Мельніченко  | Україна            |

### Конкурс європейських документальних фільмів
Фільми, відібрані до конкурсу європейських документальних фільмів:
| Українська назва           | Оригінальна назва         | Режисер(и)                               | Країна виробництва |
| -------------------------- | ------------------------- | ---------------------------------------- | ------------------ |
| Бойс                       | Beuys                     | Андрес В'єль                             | Німеччина          |
| Війна химер                | Війна химер               | Анастасія Старожицька, Марія Старожицька | Україна            |
| Головна роль               | Головна роль              | Сергій Буковський                        | Україна            |
| Молода дівчина 90-та років | Une jeune fille de 90 ans | Валерія Бруні-Тедескі, Ян Корідіан       | Франція            |
| На мою думку               | Secondo me                | Павел Кузюйок                            | Австрія            |
| Ніщовуд                    | Nothingwood               | Соня Кронлунд                            | Франція Німеччина  |
| Поза завірюхою             | Hinter dem Schneesturm    | Левін Петер                              | Німеччина          |
| Принц між людьми           | Prince parmi les hommes   | Стефан Краснянський                      | Франція            |

## Нагороди
Нагороди були розподілені так:

### Офіційні нагороди
Гран-прі
- Гран-прі «Золотий Дюк» — «Король бельгійців» (реж. Петер Бросенс та Джессіка Вудворт)

Міжнародний конкурс
- Найкращий фільм — «Літо 1993» (реж. Карла Сімон)
- Найкращі режисери — Нана Екватімішвілі та Симон Гросс за «Моя щаслива родина»
- Найкращі акторські роботи — Ія Шугашвілі та Циля Квамсашвілі за «Моя щаслива родина» (реж. Нана Екватімішвілі та Симон Гросс)
  - Спеціальна згадка журі Міжнародної конкурсної програми — «Вільно й легко» (реж. Ґен Цзюн)

Національний конкурс
- Найкращий український повнометражний фільм — «Dixie Land» (реж. Роман Бондарчук)
- Найкращий український короткометражний фільм — «Випуск'97» (реж. Павло Остріков)
- Найкраща акторська робота — Ніна Антонова за «Головна роль» (реж. Сергій Буковський)
- Спеціальний диплом журі:
  - «Бузок» (реж. Катерина Горностай)
  - «Припутні» (реж. Аркадій Непиталюк)

Європейський документальний конкурс
- Найкращий фільм — «Головна роль» (реж. Сергій Буковський)

Почесна нагорода
- «Золотий Дюк» за внесок у кіномистецтво — Агнешка Голланд та Ізабель Юппер

### Незалежні нагороди
Приз ФІПРЕССІ
- Найкращий український повнометражний фільм — «Рівень чорного» (реж. Валентин Васянович)
- Найкращий український короткометражний фільм — «Бузок» (реж. Катерина Горностай)